# El Borbón de cristal (libro)
El Borbón de Cristal es una biografía escrita por el escritor español José María Zavala, en esta se describe la vida de Alfonso de Borbón y Battenberg, entre descripciones de sus padres, abuelos, así como de su enfermedad, la hemofilia. A su vez, se describe prolijamente como llegó familia real británica y como de ésta pasó a otras, como la rusa y española.
Se detallan minuciosamente los actos a los que asistió el Príncipe de Asturias, en razón de su cargo. Se echan en falta referencias de hemeroteca como soporte.